# Нестеров, Александр Петрович
Александр Петрович Нестеров (22 апреля 1954 — 6 июля 2005) — советский и украинский музыкант-мультиинструменталист, композитор, импровизатор, представитель украинского джазового авангарда.

## Творческий путь
Начинал музыкальную карьеру как бас-гитарист в ВИА «Крок» (руководитель — Владимир Ходзицкий) при Укрконцерте (первая половина 80-х), затем играл в московской джаз-рок-группе «Видеоджаз» под руководством известного гитариста Виталия Розенберга (1985—1988). В 1988 году выступал в качестве лидера «Группы современной музыки» (1988), участниками которой были Пётр Товстуха (фортепиано), Юрий Яремчук (саксофоны), Ирина Финиш (виолончель), Михаил Антонович (барабаны). Некоторое время сотрудничал с Киевским театром драмы и комедии.
В 1990-х годах сосредоточился на искусстве импровизации. В 1990—1991 годах вместе с П. Товстухой выступал в Канаде в рамках фестиваля в клубе «Glass Slipper». Созданный в дуэте с Товстухой в 1991 году альбом «Клаустрофобия» стал первым образцом импровизационной музыки на Украине, однако изданный на CD этот альбом был лишь в 2001 году.
Одним из самых значимых творческих проектов, реализованных Александром Нестеровым, было создание трио ново-джазовой музыки в составе А. Нестеров, С. Хмелев, Ю. Яремчук. Цикл филармонических концертов этого коллектива, организованный П. Полтаревым, стал весомой вехой в развитии украинской национальной джазовой школы. Также работал в джазовом квинтете с такими музыкантами, как Геннадий Ивченко (саксофон), Эмиль Соколов (фортепиано), Сергей Швирст (барабаны), Сергей Хмелев (вибрафон).
В 1993 году организовал масштабный форум европейского авангардного искусства Международный фестиваль авангардной музыки «Новая территория» (Киев, Украинский дом). В последующие годы Нестеров сотрудничал также с зарубежными музыкантами, такими как Ладонна Смит, Джим Менезис, Жак Сирон, Хайнц-Эрих Гёдеке, Маркус Эльхенбергер, Эграгд Гирт, Ганс Шутлер, Арди Энгл, Тадаши Эндо, Сергей Летов, Владислав Макаров, Витаутас Палабавичус, Йозас Милашиус.
С 1995 года Нестеров выступал преимущественно как солист, сотрудничал с театром, писал звуковые дорожки к кино. Так, в рамках проекта Гёте-Института Нестеров компоновал и записывал с помощью MIDI-гитары и семплера саундтрек к «Носферату: Симфония ужаса», довоенного немого шедевра Ф. В. Мурнау. Также писал музыку к фильму Оксаны Чепелик «Хроники по Фортинбрасу», играл в ансамбле на записи музыки Аллы Загайкевич к документальному фильму «Тысменица» Нелли Пасечник.
Оригинальным стал совместный проект Александра Нестерова, Юрия Яремчука, Сергея Хмелева и ансамбля аутентичного пения «Древо» «Облучённые звуки», воплощённый в жизнь 22 апреля 1996 года в 10-ю годовщину Чернобыльской трагедии. В этих композициях аутентичное пение «Древа», в частности песни полесского региона противопоставляются электронным звучанием и металлическим ударным. Диск «Облучённые звуки» был записан в 1998 году.
В 2000-х годах Нестеров принимал участие в фестивалях современной академической музыки «Контрасты» во Львове, международных мастер-классах «Время. Пространство. Музыка 2000» в Национальной музыкальной академии Украины, Международном фестивале «Форум музыки молодых» в проекте А. Загайкевич «Электроакустика» с концертом «Хорошо препарированный клавир». Первый международный фестиваль «Детали звука» в 2005 году открылся записями «Динамических MIDІтаций» Александра Нестерова.
А. Загайкевич, вспоминая знакомство с творчеством Нестерова, отмечала «чрезвычайно выразительное чувственное интонирование, совершенно неожиданные тембры, какое-то исключительно академическое качество музыки, при этом почти „детскую“ мимику „открытие“ и переживания каждого звука — „пение“ лицом, глазами… и при этом — бас-гитара!»
Умер Александр Нестеров в 51-летнем возрасте от рака.